# Julius von Bose
Pour les articles homonymes, voir von Bose.
Friedrich Wilhelm Julius Graf von Bose ou Friedrich Wilhelm Julius Comte von Bose (né le 12 septembre 1809 à Sangerhausen (royaume de Saxe) et mort le 22 juillet 1894 à Hasserode est un général d'infanterie prussien.

## Biographie
En 1821, Bose devient écuyer à la cour de Weimar puis il entre au 26e régiment d'infanterie en 1826. Il devient officier en 1829. De 1832 à 1835, il étudie à l'Académie militaire prussienne, condition préalable à l'adhésion à l'état-major général. Ensuite, il est commandant de compagnie dans le 27e régiment d'infanterie et est transféré à l'état-major en tant que major en 1853. En 1858, il devient chef de l'état-major général du 4e corps d'armée. Après avoir dirigé le 40e régiment de fusiliers en tant que colonel à partir de 1860, il est nommé au ministère de la Guerre en 1861 et représente la position du gouvernement avec beaucoup d'énergie lors des négociations au Landtag.
Bose est promu Generalmajor de 1864. Dans la guerre austro-prussienne, il dirige brillamment la 15e brigade d'infanterie. Dans la bataille de Podol, il avance ses troupes, fusil à la main, pour attaquer de nuit. Il participe également aux batailles de Münchengrätz, Sadowa, Göding, Holitsch et à Blumenau, pour lesquelles il est décoré. Après la conclusion de la paix, Bose est promu lieutenant général et commandant de la 20e division à Hanovre. Selon AKO du 26 juin 1869, il obtient le droit de porter l'uniforme à la suite du 31e régiment d'infanterie à Erfurt.

## Guerre franco-allemande de 1870
Lors de la guerre de 1870, von Bose commande le 11e corps d'armée de la IIIe Armée du prince héritier Frédéric III d'Allemagne. Il est blessé 2 fois à la bataille de Frœschwiller-Wœrth et laisse sa place au général Hermann von Gersdorff. Ce n'est qu'en 1871 qu'il parvient à reprendre la tête. Pour ses services dans cette guerre, il reçoit une dotation de 100 000 thalers.
En 1873, Bose est nommé général d'infanterie et chef du 31e régiment d'infanterie, qui est nommé d'après lui après sa mort. En octobre 1876, il reçoit la citoyenneté d'honneur de la ville de Cassel. Le 6 avril 1880, Bose est élevé au rang de comte et quitte son poste de chef du 31e régiment d'infanterie avec une pension.

## Homonyme
Les éléments suivants sont nommés d'après Bose:
- le fort XI. près de Strasbourg est renommé Fort Bose le 1er septembre 1873
- le 31e régiment d'infanterie « comte Bose »
- Bosestrasse à Berlin-Tempelhof (1897)
- le parc Bose (de) à Berlin-Tempelhof
- la place Bose (de) à Wiesbaden (1912–1958)
- la caserne de la Bundeswehr Bose-Bergmann à Wentorf bei Hamburg (jusqu'en 1994)

## Littérature
- (de) Bernhard von Poten, « Bose, Julius von », dans Allgemeine Deutsche Biographie (ADB), vol. 47, Leipzig, Duncker & Humblot, 1903, p. 135-137
- Otto Herrmann: Julius von Bose: preussischer General der Infanterie; eine Lebensbeschreibung nach amtlichen Quellen und privaten Mitteilungen. Verlag A. Bath, 1898.
- Kurt von Priesdorff: Soldatisches Führertum. Band 7, Hanseatische Verlagsanstalt Hamburg, o. O. [Hamburg], o. J. [1939], DNB 367632829, S. 140–143, Nr. 2206.
- Gothaisches Genealogisches Taschenbuch der Graflichen Hauser. 1896, S.160f